# Associação Académica da Universidade do Algarve
A Associação Académica da Universidade do Algarve (AAUAlg) é uma associação de estudantes universitários que representa todos os estudantes inscritos de todas as Unidades Orgânicas da Universidade do Algarve.
Tem como principais fins a representação e defesa dos interesses dos estudantes da Universidade do Algarve, assim como a promoção de uma formação física, intelectual, cultural e cívica dos estudantes, garantindo a ligação da escola à sociedade.
A AAUAlg foi oficialmente fundada a 1 de Outubro de 1997, resultado da fusão de 6 Associações de Estudantes previamente existentes:
- Associação de Estudantes da Universidade do Algarve;
- Associação de Estudantes da Unidade de Ciências Exactas e Humanas;
- Associação de Estudantes da Escola Superior de Educação;
- Associação de Estudantes da Escola Superior de Tecnologia;
- Associação de Estudantes da Escola de Gestão, Hotelaria e Turismo;
- Associação de Estudantes do Pólo Universitário de Portimão.

## Órgãos da AAUAlg
São vários os órgãos que compõem a AAUAlg, estes são:
- A Direção-Geral;
- A Mesa da Assembleia Magna;
- O Conselho Fiscal;
- Os Núcleos de Estudantes;
- As Secções Autónomas;
- Os Núcleos Pedagógicos;

## Secções Autónomas da AAUAlg
- Versus Tuna - Tuna Académica da Universidade do Algarve
- Feminis Ferventis - Tuna Académica Feminina da Universidade do Algarve
- Real Tuna Infantina - Tuna Académica Mista da Universidade do Algarve
- Tuna Bebes - Tuna Académica Mista do Campus de Portimão;
- BRASA- Núcleo de Estudantes Brasileiros;

## Núcleos de Estudantes da AAUAlg
- NMKT – Núcleo de Estudantes de Marketing;
- NEENF – Núcleo de Estudantes de Enfermagem;
- NEBE – Núcleo de Estudantes de Bioengenharia;
- NEBQUAL – Núcleo de Estudantes de Bioquímica;
- NECIFARM – Núcleo de Estudantes de Ciências Farmacêuticas;
- NEBUA – Núcleo de Estudantes de Biologia e Biologia Marinha;
- NFARMA – Núcleo de Estudantes de Farmácia;
- NECBL – Núcleo de Estudantes de Ciências Biomédicas Laboratoriais;
- NEPSI – Núcleo de Estudantes de Psicologia;
- NEMAEG – Núcleo de Estudantes de Matemática Aplicada à Economia e à Gestão;
- NECBIOM – Núcleo de Estudantes de Ciências Biomédicas;
- NEEI – Núcleo de Estudantes de Engenharia Informática;
- NFISIO – Núcleo de Estudantes de Fisioterapia;
- NEGMC – Núcleo de Estudantes de Gestão Marinha e Costeira;
- NES – Núcleo de Estudantes de Sociologia;
- NEIMR – Núcleo de Estudantes de Imagem Médica e Radioterapia;
- NEMED – Núcleo de Estudantes de Medicina;